# پودوترنو-تلئوتسکویه
پودوترنو-تلئوتسکویه (به لاتین: Podvetrenno-Teleutskoye) یک منطقهٔ مسکونی در روسیه است که در سرزمین آلتای واقع شده‌است.